# Daniel von Cornwall
Daniel († zwischen 937 und 955) war Bischof von Cornwall. Er wurde vor 931 zum Bischof geweiht und trat sein Amt nach der Weihe an. Er starb zwischen 937 und 955.